# 孫方中
孫方中，BBS，MBE，JP（1927年11月2日—），祖籍江蘇無錫，生於北京。現任蘇浙小學及孫方中小學校董。在2006年和2008年分別出版了《千絲萬縷不了情》及《掌舵破浪的歲月》兩書，主要講述其教育心得與家庭。

## 簡歷
孫方中於20世紀40年代就讀無錫第一女子中學（前身為無錫縣女中）及附小達5年。其後在1946年年考進上海聖約翰大學，兼任南京大剛報特約記者，並於1947年畢業，獲文學學士。1959年於香港大學完成碩士課程。
1953年，孫方中年僅25歲就出任香港蘇浙小學的創校校長。孫方中女士除了從事教育工作之餘，更熱心社會福利工作。她致力於香港婦女福利工作，曾發起全港性的婦幼衛生運動、家庭幸福運動及家庭安全運動等，她在1969年創辦港九街坊婦女會及推選為該會的主席，該會成立初期的工作重心，在每年暑假期間舉行「少年德育運動」，開辦各種短期職業訓練班等，是香港青少年暑期活動的始創者。
由於孫方中對香港的教育事業影響深遠，遂獲英女皇授以英帝國員佐勳銜，後更被委為太平紳士。
1980年代起，為了證明資助小學亦可推行普通話教學，於是她在1987年開辦了孫方中小學，是全港首間以普通話授課的資助小學，及後她又開辨五間幼稚園、一間中學及一間老人中心，以貫徹該會為老、青、幼各年齡階層人士服務的宗旨。
1998年7月1日，她獲香港時任行政長官董建華頒授銅紫荊星章
而她自幼愛好文學，少年時作品偏向於抒情（寫景、寫物，寫情），筆觸獨到，描寫細膩，充滿激情、富正義感。

## 家世
孫方中家世顯赫，祖父孫英梧是清朝舉人，外公張小廔乃前中國駐韓領事。父親孫熙文曾擔任熱河省會計長等國民黨要職，姑父趙深（孫熙明之夫）是中國當代建築師，一手帶起中國古典復興設計風潮，其代表作上海音樂廳迄今仍聳立在上海。另一位姑夫榮偉仁（孫熙仁之夫）則是著名實業家榮德生長子。丈夫周鎮寰（Thomas）是她在採訪抗日名將孫元良時孫元良的機要秘書，2人婚後育有2子1女。

## 職位
孫方中曾任多個職位，包括孫方中小學前任校監兼現任校董、蘇浙小學前任校長兼現任校董、港九街坊婦女會主席及孫方中書院校監、蘇浙同鄉會常務會董、中國人民政治協商會議江蘇省委員會委員、中國全國婦女聯合委員會香港特邀代表、香港中國語文學會名譽會長、東區大廈協會主席、東區康樂體育促進會名譽會長、香港童軍總會港島北區名譽會長等職位

## 榮譽
- 1966年4月21日授以英帝國員佐勳銜
- 1974年8月委為太平紳士
- 1998年7月1日獲頒授香港特別行政區銅紫荊星章